# Operação Kayla Mueller

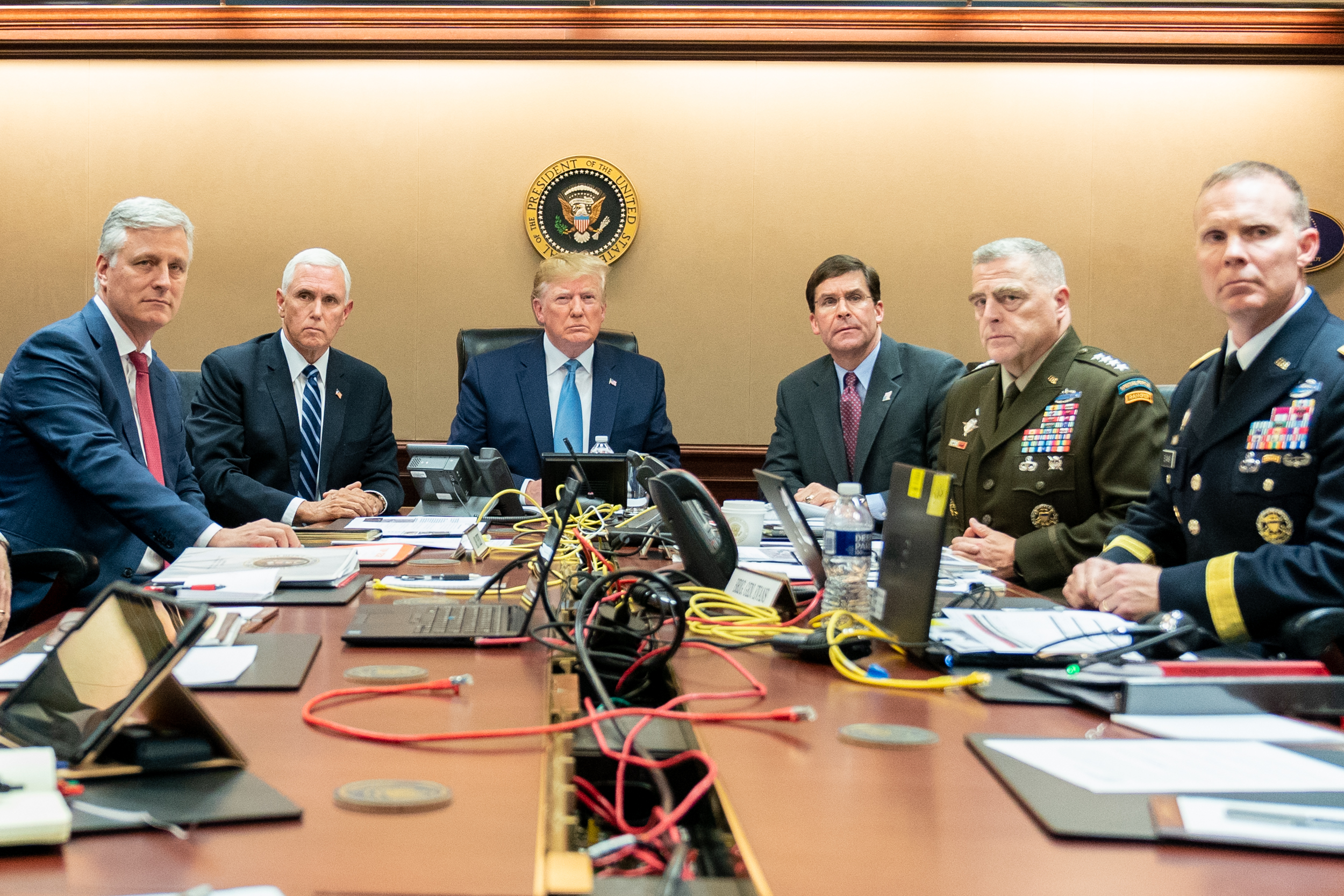
O presidente Donald Trump (no centro), flanqueado a sua direita pelo vice-presidente Mike Pence e o conselheiro de segurança nacional Robert O’Brien, e na sua esquerda pelo secretário de defesa Mark Esper e os generais Mark A. Milley e Marcus Evans.

A Operação Kayla Mueller, também conhecida como "Ataque à Barisha" (ou Barisha Raid), foi uma incursão militar realizada por forças de elite das forças armadas dos Estados Unidos e lançada na região de Barisha, na província de Idlib (noroeste da Síria), entre 26 e 27 de outubro de 2019, lançada para capturar ou matar Abu Bakr al-Baghdadi, o então líder da organização terrorista Estado Islâmico do Iraque e do Levante (EIIL, ou ISIL na sigla em inglês). De acordo com o presidente americano Donald Trump, Baghdadi foi morto no decorrer da operação, junto com três crianças (provavelmente seus filhos), quando detonou um cinturão de explosivos ao perceber que seria capturado. A operação terminou com praticamente nenhuma baixa no lado americano e a morte do líder do EIIL foi saudada como um trunfo na luta contra o terrorismo, tanto por países ocidentais quanto em nações islâmicas.

## Contexto
Em 2017, com as guerras na Síria e no Iraque desacelerando e o Estado Islâmico (EIIL) perdendo enormes porções de território, seu líder Abu Bakr al-Baghdadi continuou em fuga pelos próximos dois anos, evadindo a captura e escapando de ataques aéreos dos Aliados. Contudo, em 2019, o cerco se apertou. A operação que matou al-Baghdadi foi lançada baseada em informações de inteligência coletadas pelo Centro de Atividades Especiais da CIA. Segundo uma reportagem do The New York Times, que recebeu informações de duas autoridades do governo dos Estados Unidos, a CIA obteve dados sobre o paradeiro de al-Baghdadi após a apreensão de uma de suas esposas e um mensageiro dele, com a CIA trabalhando de perto com oficiais da inteligência iraquianos e curdos. Porém, segundo o The Guardian, oficiais iraquianos afirmaram que a informação veio após a prisão de um contrabandista (que contrabandeou as esposas de dois irmãos de Baghdadi e os filhos dele no passado), uma mulher que se imaginava ser esposa dele e um sobrinho de Baghdadi, que compartilharam rotas e destinos do líder do EIIL. Membros do governo iraquiano afirmaram também que a prisão de Muhammad Ali Sajid al-Zobaie, cunhado de Baghdadi, ajudou-os a encontrar um túnel no deserto levando a dois esconderijos cheios de itens, perto da cidade de Al-Qaim e, assim, penetraram em uma rede de contrabando para finalmente encontrar Baghdadi. Um oficial do governo americano contestou a versão dos eventos das autoridades iraquianas e afirmou que a operação foi lançada quando o alvo apareceu em um local que a inteligência dos Estados Unidos já havia coletado informações a respeito.

## A operação
Em 26 de outubro de 2019, soldados da Delta Force (1º SFOD-D) do Comando de Operações Especiais Conjuntas (ou JSOC, em inglês), acompanhados pelo 75º Regimento de reconhecimento dos Rangers do exército dos Estados Unidos, iniciaram a operação na província de Idlib, em território controlado pelos rebeldes sírios na região noroeste do país, perto da fronteira turca, com o objetivo de capturar al-Baghdadi. A força de ataque americana partiu em oito helicópteros (modelos Boeing MH-47 Chinooks e Sikorsky MH-60L/M Blackhawks), chegando na área alvo após uma hora de voo. Foi reportado que quando a unidade se aproximou do complexo onde al-Baghdadi estava, eles foram recebidos a tiros. Comandos da Delta Force desceram dos seus helicópteros no lado de fora do complexo e adentraram lá explodindo os muros, pois temia-se que os portões estivessem crivados de armadilhas. A operação toda durou aproximadamente duas horas e terminou com a morte de Abu Bakr al-Baghdadi. Análises de impressão genética e biometria foram feitos imediatamente, confirmando a identidade do líder do Estado Islâmico. O general Kenneth Frank McKenzie, que supervisionou a missão, afirmou que as tropas que participaram da incursão já estavam estacionadas na Síria antes da operação ser concebida.
Cerca de quatorze horas após a operação, o presidente Donald Trump anunciou que Baghdadi havia morrido ao detonar um colete explosivo suicida quando ele foi perseguido por um cachorro militar dos Delta Force, se matando após perceber que estava encurralado. Autoridades dos Estados Unidos afirmaram que três crianças morreram na explosão (possivelmente filhos de al-Baghdadi), embora o general Frank McKenzie mais tarde tenha afirmado que apenas duas morreram. O presidente Trump afirmou que al-Baghdadi estava "soluçando e chorando" nos momentos que antecederam sua morte. Contudo, essa informação não foi confirmada e uma autoridade do governo americano disse não saber de onde Trump tirou esta informação. A operação foi baseada em informações de inteligência vindas da Special Activities Division (uma divisão de operações clandestinas da CIA) que conseguiu localizar o líder do Estado Islâmico. O grupo curdo conhecido como Forças Democráticas Sírias reportou que eles forneceram apoio extensivo e direto à operação. O general McKenzie confirmou essa informação.
Trump afirmou que as forças americanas utilizaram helicópteros, jatos e drones através de espaço aéreo controlado pela Rússia e Turquia. O presidente também disse que Baghdadi "estava sendo vigiado 'por algumas semanas' e 'dois ou três' ataques haviam sido cancelados devido as movimentações dele".
De acordo com o general McKenzie, seis membros do Estado Islâmico foram mortos após ignorarem repetidos pedidos (em árabe) para que se rendessem, já que havia o medo de que eles pudessem estar utilizando coletes explosivos. Militantes do grupo que estavam do lado de fora do complexo, incluindo integrantes de outra organização (possivelmente da Tanẓīm Ḥurrās ad-Dīn), foram atingidos por ataques aéreos. Itens eletrônicos (como celulares, laptops e flash drives) foram tomados durante a operação pelos soldados americanos para obterem mais inteligência a respeito da infraestrutura de liderança do EI. Após a operação, o complexo inteiro foi destruído por bombardeios aéreos feitos por caças F-15 e drones MQ-9 Reaper.

## Reações
Representantes de vários países, incluindo Austrália, França, Israel e Reino Unido, parabenizaram os Estados Unidos pela operação e afirmaram que a morte de al-Baghdadi marcava um ponto de virada na luta contra o Estado Islâmico. Um porta-voz do governo da Rússia, Dmitry Peskov, disse que a operação marcou um ponto positivo pelos Estados Unidos na luta contra o terrorismo. O Irã, por outro lado, afirmou que a morte de Baghdadi não era significativa pois o Estado Islâmico já estaria derrotado e que foram as ações dos Estados Unidos que levaram ao surgimento do grupo e que os americanos exploravam a violência e o conflito sectário na região para seus próprios fins.
Várias autoridades dos Estados Unidos não ficaram contentes com a coletiva de imprensa onde Trump anunciou a morte de al-Baghdadi, afirmando que as falas do presidente tinham várias informações incorretas, de natureza sigilosa ou taticamente sensível, que causou certo constrangimento para alguns integrantes do governo americano.
A morte de Abu Bakr al-Baghdadi foi majoritariamente ignorada pelos canais tradicionais de comunicação do Estado Islâmico (EIIL) por dias, com o grupo não confirmando sua morte inicialmente. Vários apoiadores do Estado Islâmico se recusaram a acreditar que seu líder havia morrido, enquanto outros aceitaram. Grupos jihadistas rivais, como o Hayat Tahrir al-Sham e a al-Qaeda, comemoraram sua morte, afirmando que o grupo dele era excessivamente cruel. Abdullah al-Muhaysini, um influente clérigo salafista, também celebrou a morte de Baghdadi e exortou os integrantes remanescentes do EIIL a desertarem. Em 31 de outubro, quase quatro dias depois da morte de al-Baghdadi, o Estado Islâmico confirmou a morte do seu líder e jurou vingança.

## Homenagem
A operação foi baptizada em memória de Kayla Jean Mueller (14 de agosto de 1988 – provavelmente 6 de fevereiro de 2015), médica e ativista norte-americana dos direitos humanos e de ajuda humanitária de Prescott, Arizona, capturada em agosto de 2013, em Aleppo, Síria, após deixar um hospital da organização Médicos Sem Fronteiras. A pedido de sua família, a imprensa se absteve, durante muito tempo, de divulgar seu nome, limitando-se a informar que uma ativista estadunidense de 26 anos de idade havia sido sequestrada pelo Estado Islâmico do Iraque e do Levante (ISIS). Em 2015, foi assassinada sob circunstâncias obscuras, após ser mantida como escrava sexual e ser submetida a torturas e seguidos estupros.